# Voivodato de Lodz
El voivodato de Lodz o de Łódź (del polaco: Województwo łódzkie) es una de las 16 provincias (voivodatos) que conforman la República de Polonia, según la división administrativa del año 1998. Su capital es Lodz.
El voivodato fue creado el 1 de enero de 1999 a partir de los antiguos voivodatos de Łódź, Sieradz, Piotrków Trybunalski, Skierniewice y una parte del antiguo voivodato de Płock, a raíz de una ley de 1998 que reorganiza el reparto administrativo del país. Se divide en 24 distritos (powiats) incluidas 3 ciudades que poseen derechos de distrito, y 177 municipios. El nombre del voivodato hace referencia a la ciudad más importante de la región. Localizado en el centro-sur de Polonia.

## Divisiones
Ciudades-distrito
- Łódź - 789,120
- Piotrków Trybunalski - 78,720
- Skierniewice - 49,145

Distritos
- Distrito de Łódź Oriental - 109,420
- Distrito de Piotrków - 98,720
- Distrito de Pabianice - 71,920
- Distrito de Tomaszów - 67,302
- Distrito de Bełchatów - 62,192
- Distrito de Zgierz - 58,164
- Distrito de Kutno - 48,484
- Distrito de Radomsko - 47,947
- Distrito de Skierniewice - 45,206
- Distrito de Zduńska Wola - 44,720
- Distrito de Sieradz - 44,512
- Distrito de Wieluń - 26,124

## Economía
Principales sectores de actividad:
- Industria textil
- Sector agroalimentario
- Energía
- Electromecánica
- Química
- Vidrio y cerámica
- Cemento

- Datos: Q54158
- Multimedia: Łódź Voivodeship / Q54158